# Pennisetum clandestinum
Pennisetum clandestinum és una espècie de poàcia tropical coneguda sota molts noms comuns el més corrent és kikuyu, ja que és nativa de la regió africana oriental on viu la tribu Kikuyu. Pel fet del seu ràpid creixement i la seva naturalesa agressiva està qualificada d' herba nociva en alguns llocs. Tanmateix és molt usada per a fer un tipus de gespa, ja que és barata i tolerant a la secada També és una planta farratgera. L'epíte clandestinum és perquè les inflorescències són molt curtes i amagades entre les fulles.
Pennisetum clandestinum és una planta amb rizomes les fulles fan de 10 a 50 mm de llarg i 1 a 5 mm d'ample. Es presenta en sòls sorrencs ia rriba a fer de 70 a 150 mm d'alt. S'ha introduït al llarg d'Àfrica, Àsia, Austràlia, Amèrica i el Pacífic i en molts llocs es vol erradicar.
Està catalogada com a espècie exòtica invasora a les Illes Balears i Canàries. Entre altres, això implica que està prohibit comercialitzar-la i introduir-la al medi natural d'aquests territoris. Tampoc es poden reintroduir exemplars que hagin estat extrets de la natura.